# Alchornea mildbraedii
Alchornea mildbraedii är en törelväxtart som beskrevs av Ferdinand Albin Pax och Käthe Hoffmann.
Alchornea mildbraedii ingår i släktet Alchornea och familjen törelväxter. Artens utbredningsområde är Kamerun. Inga underarter finns listade i Catalogue of Life.